# Прокопенко Вадим Валерійович
Вади́м Вале́рійович Прокопе́нко (нар. 29 березня 1974) — український хореограф, головний балетмейстер Київського національного академічного театру оперети. Заслужений артист України (2016).

## Життєпис
Творчу діяльність розпочинав у народному ансамблі танцю «Галичина».
Певний час був солістом модерн-балету «Акверіас» Оксани Лань (Львів), згодом співпрацював з Софією Ротару як соліст балету та хореограф-постановник.
Від 1993 року співпрацював з Львівським театром «Гаудеамус» під керівництвом Бориса Озерова, де створив низку вистав як балетмейстер-постановник, зокрема: «Чайка» Чехова, «Майн нейм из Маня» Каневського, «Ромео і Джульєтта» В. Шекспіра, «Рожевий трикутник», «Двоє на гойдалці» В. Гібсона, «Портрет Доріана Грея» О. Вайльда.
2000 року створив перший чоловічий модерн-балет «Хлопці з небес» («Guys from Heaven»), з яким гастролював як в Україні так і за кордоном: у Франції, Італії, Німеччині, Росії, США. Тоді ж він здійснив низку хореографічних постановок: «Пластика вогню», «Дежавю», мюзикли «За двома зайцями» та «12 стільців» (режисер-постановник Максим Паперник).
З травня 2010 працює у Київському національному академічному театрі оперети, з 2011 — на посаді головного балетмейстера.

## Хореографічні постановки
- «Бал у Савойї» П.Абрахама (один з балетмейстерів-постановників разом з Н. Скубою та М. Булгаковим)
- Мюзикл «Welcome to Ukraine або Подорож у кохання»
- Концерт «Україна в піснях і романсах»
- Хореографічні постановки в міжнародному проекті — спільному Гала-концерті Каунаського державного музичного театру та Київського театру оперети 2011 року у Києві
- «За двома зайцями» В. Їльїна та В. Лукашова за одноіменною комедією М. Старицького
- «Циганський барон» Йоганна Штрауса
- «Цілуй мене, Кет!» К. Портера (балетмейстер-постановник)
- «Мадемуазель Нітуш» Ф. Ерве
- «Труффальдіно із Бергамо» О. Колкера
- «Штраус в опереті»
- «Тобі, коханій»
- «Вечір мюзиклу»
- «Україна в піснях і романсах»
- Міжнародні проекти Київського театру оперети з колективами Румунії, Литви, Угорщини
- Балет-феєрія «Кармен-сюїта» Ж. Бізе (балетмейстер-постановник)

## Нагороди
- 2011 — Театральна премія «Бронек» за участь у створенні вистави «Бал у Савойї» П. Абрахама
- 2015 — Премія «Київська пектораль» у номінації «Режисерський дебют» за постановку «Кармен-сюїта» Ж. Бізе[3]
- 2016 — Заслужений артист України